# Педра-Азул (микрорегион)

Педра-Азул на карте.

Педра-Азул (порт. Microrregião de Pedra Azul) — микрорегион в Бразилии, входит в штат Минас-Жерайс. Составная часть мезорегиона Жекитиньонья. Население составляет 83 123 человека (на 2010 год). Площадь — 5068,881 км². Плотность населения — 16,43 чел./км².

## Демография
Согласно сведениям, собранным в ходе переписи 2010 г. Национальным институтом географии и статистики (IBGE), население микрорегиона составляет: 
| Полное население                             | Полное население                             | Полное население                             | Полное население                             | 83 123 |
| -------------------------------------------- | -------------------------------------------- | -------------------------------------------- | -------------------------------------------- | ------ |
| в том числе:                                 | Городское население                          | 59 885                                       | Процент городского населения, %              | 72,04  |
|                                              | Сельское население                           | 23 238                                       | Процент сельского населения, %               | 27,96  |
|                                              | Мужское население                            | 41 447                                       | Процент мужского населения, %                | 49,86  |
|                                              | Женское население                            | 41 676                                       | Процент женского населения, %                | 50,14  |
| Плотность населения, чел/км²                 | Плотность населения, чел/км²                 | Плотность населения, чел/км²                 | Плотность населения, чел/км²                 | 16,43  |
| Население микрорегиона в % к населению штата | Население микрорегиона в % к населению штата | Население микрорегиона в % к населению штата | Население микрорегиона в % к населению штата | 0,42   |

## Статистика
- Валовой внутренний продукт на 2003 год составляет 237 271 453 реалов (данные: Бразильский институт географии и статистики).
- Валовой внутренний продукт на душу населения на 2003 год составляет 2757,44 реалов (данные: Бразильский институт географии и статистики).
- Индекс развития человеческого потенциала на 2000 год составляет 0,653 (данные: Программа развития ООН).

## Состав микрорегиона
В составе микрорегиона включены следующие муниципалитеты:
1. Кашуэйра-ди-Пажеу
2. Комерсинью
3. Итаобин
4. Медина
5. Педра-Азул